# Orde de Sant Miquel i Sant Jordi

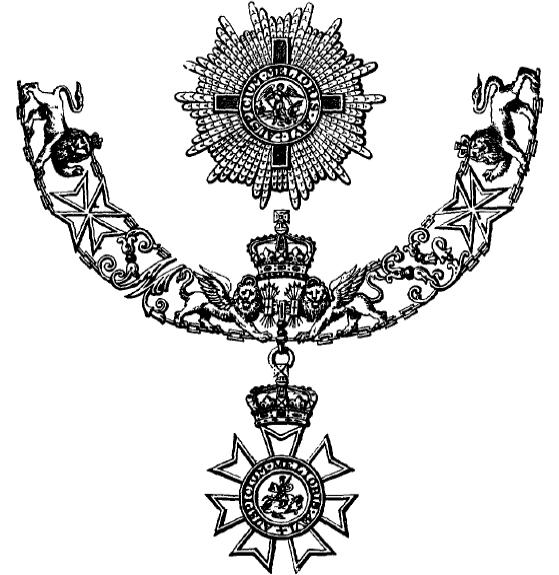
Orde de Sant Miquel i Sant Jordi.

El Molt Distingit Orde de Sant Miquel i Sant Jordi (anglès: Most Distinguished Order of Saint Michael and Saint George) és un orde de cavalleria britànic fundat el 28 d'abril de 1818 per Jordi, Príncep de Gal·les (després Jordi IV), mentre que exercia com a Príncep Regent pel seu pare, Jordi III. Rep el seu nom en honor dels dos sants militars, Sant Miquel i Sant Jordi.
Des del principi té 3 rangs, en orde descendent d'autoritat: 
- Knight or Dame Grand Cross (Cavaller / Dama Gran Creu) (GCMG)
- Knight or Dame Commander (Cavaller / Dama Comandant) (KCMG) - (DCMG)
- Companion (Company) (CMG)

És atorgada a aquells que hagin rendit importants serveis als interessos britànics amb relació a la Commonwhealth o a nacions estrangeres (particularment al Servei Diplomàtic). De fet, regularment els ambaixadors britànics a l'estranger són nomenats CMG; i una pràctica també comuna és que quan la Reina visita un país, l'Ambaixador britànic a aquell país automàticament és promogut a Cavaller Comandant.
El lema de l'orde és "AUSPICIUM MELIORIS ÆVI" (Símbol d'una edat millor). Els seus patrons, com el nom indica, són Sant Miquel Arcàngel i Sant Jordi. Un dels seus principals símbols és Sant Miquel vencent a Llucifer.
L'Orde és la sisena més alta del sistema honorífic del Regne Unit, després dels ordes de la Lligacama (pinacle del sistema honorífic britànic), del Card, de Sant Patrici, del Bany i la de l'Estrella de l'Índia (tot i que no es fan nomenament de l'Orde de Sant Patrici des del 1936 i de l'Orde de l'Estrella de l'Índia des de la independència de l'Índia el 1946)

## Història
Va ser fundada originalment per a commemorar el protectorat britànic sobre les illes Jòniques, que passaren a control britànic el 1814. No obstant això, dites illes van passar a sobirania grega el 1864, i el 1868 es revisaren les bases de l'orde: s'atorgaria a aquells que realitzessin oficis alts i confidencials sobre les possessions colonials de Sa Majestat, i en recompensa als serveis rendits a la Corona en relació als afers exteriors de l'Imperi. D'acord amb aquestes bases, els Governadors Generals dels Regnes de la Commonwealth normalment rebien aquesta distinció, llevat que el regne en qüestió tingués el seu propi sistema honorífic. Aquesta pràctica finalitzà el 1989 a Austràlia i en el 2001 a Nova Zelanda.

## Composició

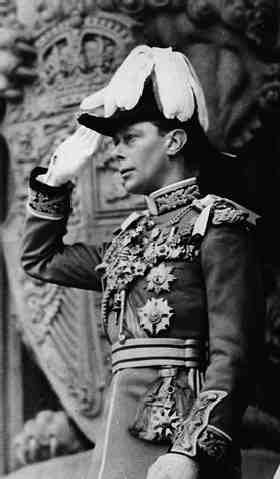
El rei Jordi VI, lluint les insígnies de l'orde

Està composta per 125 Cavallers Gran Creu, 375 Cavallers Comandant i 1750 Companys (originalment eren 15, 20 i 25, respectivament). El sobirà britànic és el sobirà de l'orde i nomena als membres, d'acord amb el Govern. Els membres de la Família Reial membres d'orde no compten per establir els límits, i els estrangers són nomenats com a "membres honoraris".
L'Orde té 6 oficials: el Degà, el Canceller, el Secretari, el Registrador, el Rei d'Armes i l'Uixer. El Rei d'Armes no és un membre del Col·legi d'Armes, com ho són altres oficials heràldics. L'Uixer de l'Orde és el Senyor Uixer del Bastó Blau (a diferència del seu equivalent a la Lligacama, el Senyor Uixer del Bastó Negre, no té cap funció a la Cambra dels Lords)

## La Capella
La llar originària de l'orde era el Palau de Sant Miquel i Sant Jordi a Corfú, la residència de l'Alt Comissionat de les Illes Jòniques i seu del Senat Jònic. Des del 1906, la capella de l'Orde es troba a la Catedral de Sant Pau de Londres (on també està la capella de l'Orde de l'Imperi Britànic).
El Sobirà i els Cavallers i Dames Gran Creu tenen seients al cor de la capella, sobre els quals es mostren els seus escuts heràldics. Al pinacle del seient hi ha el seu elm. Com que les dones (llevat de la Reina) no poden lluir elm, llueixen la corona corresponent al seu rang. Al damunt de l'elm penja el pendó amb l'escut d'armes del titular. A la mort dels cavallers es retira l'elm i el pendó, però els escuts heràldics es mantenen sobre el seien (igual que succeeix a la capella de la Catedral d'Edimburg amb l'Orde del Card.

## Precedència i Privilegis
Els membres de grau Gran Creu i Comandant fan servir el prefix "Sir" o "Dame", i després del seu nom fan servir la citació corresponent. Poden, tanmateix, envoltar el seu escut d'armes amb l'anell de l'orde. Els membres de grau Gran Creu poden lluir el collar al seu escut, mentre que els de grau Comandant o Company només poden lluir l'anell. La insígnia llueix suspesa del collar o de l'anell.

## Vestimentes i Insígnies

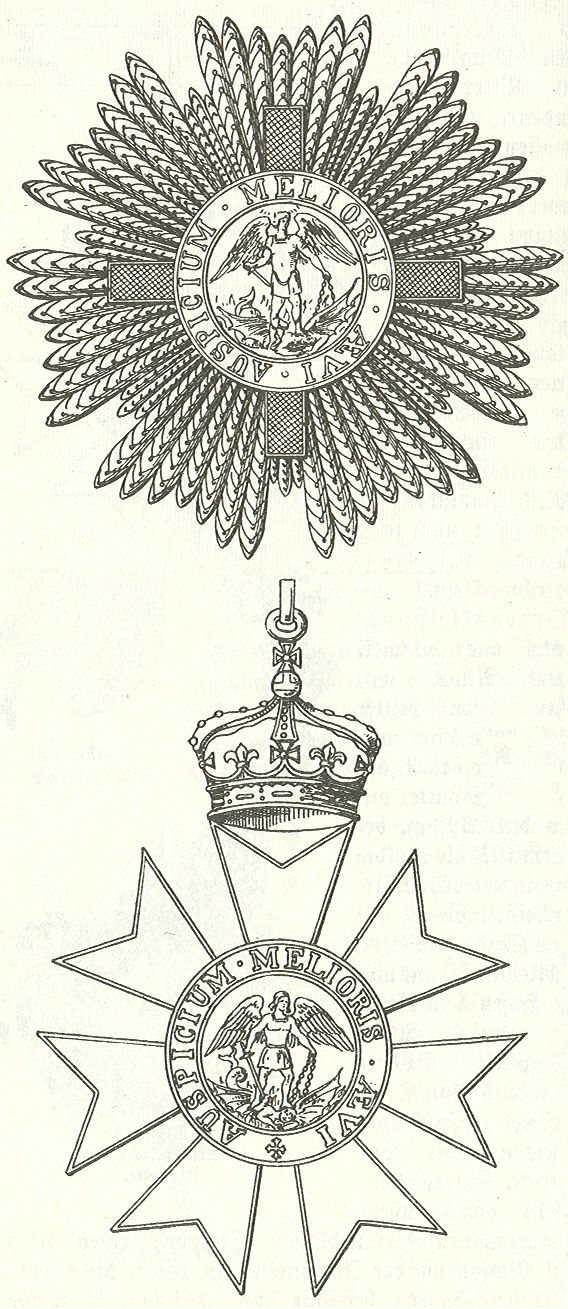
L'Estrella i la Insígnia

### Grans Ocasions
(Reunió Anual de l'Orde o Coronacions) 
- La Capa: De color blau. Només es porta pels Cavallers/Dames Gran Creu. A l'esquerra porta bordada l'Estrella.
- El Collar: Només es porta pels Cavallers/Dames Gran Creu. Consisteix en Lleons Coronats, Creus de Malta i els monogrames "SG" i "SM" alternativament. Al centre hi ha dos lleons alats, cadascun portant un llibre i un feix de 7 fletxes. Sobre ambdós lleons, una corona imperial. Entre ambdós lleons, i subjecta a una altra corona imperial, penja la insígnia de l'orde.

### D'altres ocasions
- L'Estrella: Usada pels Cavallers/Dames Gran Creu i els Cavallers/Dames Comandant. Es porta sobre el costat esquerre. La del rang Gran Creu porta un asterisc maltès de 7 puntes, amb un raig d'or cada parell de braços. L'estrella de rang Comandant és una estrella més petita de 8 puntes en plata, formada per 2 creus de Malta. En ambdós casos, llueix una creu de Sant Jordi roja. Al centre de l'estrella hi ha un anell amb el lema de l'orde "AUSPICIUM MELIORIS AEVI" (Símbol d'una edat millor), i al centre un esmalt amb Sant Miquel lluitant amb Satanàs.
- La Insígnia: Usada per tots els membres de l'orde. Se suspèn d'un galó blau-roig-blau. Els membres de grau Gran Creu la porten en forma de banda sobre l'espatlla dreta; els de grau Comandant la porten penjant del coll, i els membres de grau Company la porten al costat esquerre del pit. La insígnia és un asterisc maltès de 7 braços en esmalt blanc. A l'anvers apareix la imatge de Sant Miquel lluitant amb Satanàs, i al revers apareix Sant Jordi matant un dragó, ambdós amb l'anell blau al voltant amb el lema de l'orde.

## En la cultura popular
La sèrie de televisió "Sí, ministre" ("Yes, Minister") i la seva seqüela "Sí, Primer Ministre" ("Yes, Prime Minister") van mostrar un joc mnemotècnic per recordar l'ordre: CMG "Call me God" (Cridi'm Déu), KCMG "Kindly Call me God" (Amablement Cridi'm Déu) i GCMG "God Calls me God (Déu em Crida Déu). Tot i que es va popul·laritzar molt amb la sèrie, el cert és que ja es deia abans entre els membres del servei diplomàtic.
L'agent secret James Bond-007 va ser condecorat amb la CMG després de la seva missió a l'aventura Des de Rússia amb amor, segons la novel·la publicada en 1953.